# Cranichis glandulosa
Cranichis glandulosa är en orkidéart som beskrevs av Achille Richard och Henri Guillaume Galeotti. Cranichis glandulosa ingår i släktet Cranichis, och familjen orkidéer. Inga underarter finns listade i Catalogue of Life.